# Günther Neske
Günther Neske (* 14. September 1913 in Schwetz an der Weichsel; † 12. Juli 1997 in Reutlingen) war ein deutscher Verleger.

## Leben
Günther Neske nahm ein Studium der evangelischen Theologie in Bethel wie der Philosophie, Germanistik und Geschichte in Berlin auf. Nachdem er durch regimekritische Meinungen auffällig geworden war, flüchtete er aus dem nationalsozialistischen Deutschland in die Schweiz nach Basel und weiter nach Rom, wo er an der Gregoriana seine humanistischen Studien fortsetzte. Nach Deutschland zurückgekehrt, diente er als Aufklärungsflieger, geriet in britische Kriegsgefangenschaft, setzte sein Studium in Göttingen und Tübingen fort und gründete nach einer verlegerischen Tätigkeit bei Otto Reichls Verlag »Der Leuchter« 1951 in Pfullingen den Neske-Verlag, der 1993 vom Klett-Cotta Verlag übernommen wurde.
Günther Neske war mit Brigitte Neske (geb. Gayler) verheiratet. Brigitte Neske gestaltete die Grafik der Einbände und Umschläge der 433 Bücher des Neske Verlags.

## Die Neske-Bibliothek
Die Stadt Pfullingen führt im ehemaligen Verlagshaus Neske die Neske-Bibliothek, die als Museum und Außenstelle zum Deutschen Literaturarchiv Marbach gehört und am 19. Juni 2010 mit einem Kulturfest im Pfullinger Klostergarten eingeweiht wurde. Die Neske Bibliothek leitet und kuratiert Felicitas Vogel, den Nachlass verwaltet Thomas Neske, der Sohn von Günther und Brigitte Neske.

## Autoren des Neske Verlags
Zu den Autoren des Neske Verlags gehörten Beda Allemann, Witold Gombrowicz, Rudolf Kassner, Hans Arp, Djuna Barnes, HAP Grieshaber, Wolfgang Hildesheimer, Ernst Jünger, Walter Jens, Rudolf Kassner, Hans Mayer, Martin Heidegger, Walter Schulz, Walter Warnach, Eugen Gottlob Winkler, Elisabeth Flickenschildt, Peter Härtling, Max Hölzer, Franz Mon und andere.  Günther Neske scheiterte mit seinen Bemühungen, Paul Celan, Die Blechtrommel von Günter Grass und Das Prinzip Hoffnung von Ernst Bloch zu verlegen. 1977 gab er den Sammelband Erinnerungen an Martin Heidegger heraus. Er veröffentlichte auch Langspielplatten mit Vorträgen und Lesungen von Martin Heidegger, Hans Arp, Ingeborg Bachmann, Günter Grass und anderen Autoren. Das Logo des Neske Verlags ist von HAP Grieshaber.

## Schriften
- Günther Neske (Hrsg.): Martin Heidegger zum siebzigsten Geburtstag. Neske, Pfullingen 1959.
- Portraits. Swiridoff. Text von Günther Neske. Neske, Pfullingen 1968. (=Swiridoff Picture Books 16)
- Günther Neske (Hrsg.): Erinnerung an Martin Heidegger. Neske, Pfullingen 1977.
- Rüdiger von Voss, Günther Neske (Hrsg.): Der 20. Juli 1944. Annäherung an den geschichtlichen Augenblick. Neske, Pfullingen 1984. ISBN 3-7885-0270-3
- Günther Neske (Hrsg., zusammen mit Emil Kettering): Antworten. Martin Heidegger im Gespräch. Neske, Pfullingen 1988. ISBN 3-7885-0305-X